# Перекопски провлак
Переко̀пският провлак (на руски: Перекопский перешеек; на кримскотатарски: Or boynu, Ор бойну) е провлак, съединяващ полуостров Крим с континента, между Каркинитския залив на Черно море на запад и залива Сиваш на Азовско море на изток. Намира се изцяло на територията на Украйна. Административно принадлежи на Автономна република Крим (по-голямата част) и Херсонска област. Понастоящем е изцяло под руска окупация. Дължина от северозапад на югоизток 30 km, ширина 8 – 23 km. Височина до 20 m. Изграден е от глини и пясъци. Бреговете му са стръмни, на места отвесни с височина до 5 m. Повърхността е равнинна със степна и полупустинна растителност. В южната му част са разположени няколко солени езера (Старо, Червено и др.), разположени на 0,1 – 4,5 m под морското равнище, като площта им варира от 0,5 до 37,5 km2. По цялото му протежение преминава участък от Северокримския напоителен канал. На територята на провлака са разположени градовете Армянск и Красноперекопск в Автономна република Крим.
През ХV и ХVІ в. Турската империя създава на провлака мощни военни укрепления (т.н. Турски вал). През 1736 г. руските войски за първи път овлядяват Турския вал по време на Руско-турската война от 1735 – 1739 г. През ноември 1920 г., по време на Гражданската война 1918 – 1920 г. и два пъти (септември-октомври 1941 г. и април 1944 г.) по време на Великата Отечествена война 1941 – 1945 г. Перекопският провлак е арена на ожесточени сражения.